# تسوباسا نیشی
تسوباسا نیشی (انگلیسی: Tsubasa Nishi؛ زادهٔ ۸ آوریل ۱۹۹۰) بازیکن فوتبال اهل ژاپن است.
از باشگاه‌هایی که در آن بازی کرده‌است می‌توان به باشگاه فوتبال لخیا گدانسک اشاره کرد.